# Округ Лесли (Кентаки)
Округ Лесли (енгл. Leslie County) је округ у америчкој савезној држави Кентаки.

## Демографија
По попису из 2010. године број становника је 11.310, што је 1.091 (-8,8%) становника мање него 2000. године.
| Група             | 2000.          | 2010.          |
| Белци             | 12.232 (98,6%) | 11.152 (98,6%) |
| Афроамериканци    | 9 (0,1%)       | 22 (0,2%)      |
| Азијати           | 15 (0,1%)      | 15 (0,1%)      |
| Хиспаноамериканци | 77 (0,6%)      | 40 (0,4%)      |
| Укупно            | 12.401         | 11.310         |